# Archanara guttans
Archanara guttans là một loài bướm đêm trong họ Noctuidae.